# Партизанска война
Партизанската война (термин от комунизма), означаван и с испанския термин герила или гериля, преминал и в английски  (на испански: guerrilla, малка война), е неконвенционална война без фронтова линия, при която малки и подвижни бойни групи воюват срещу по-голяма и по-малко подвижна официална армия. Членовете на тези бойни групи могат да са от цивилното население или паравоенни организации и се наричат съответно партизани за комунистическия термин и бойци, когато е употребен терминът герила . Обикновено термините се използват според историческия период и типа бойци (и политическа ориентация), като за борещите се срещу царска власт, фашистко управление и т.н. в България и други страни по време на Втората световна война се говори за партизани, както и всички други типове комунистически бойци от този тип, а за герила военни действия и бойци се говори във всички останали случаи и особено по отношение на съвременни боесражения. Това е една от най-старите форми на асиметричната война.

## История
Герила тактиката е най-вероятно използвана още от праисторическите племена срещу вражеските такива, като се има предвид, че конвенционалният тип война като възникване се датира чак към 3200 пр.н.е. в Египет и Месопотамия. В някои случаи като герила бойци са разглеждани спартанците, тъй като според Грегъри Крейн "Спартанците изведнъж се оказват изложени на герила война, „която ги обкръжава от всички страни, война, която е бърза и срещу която никакъв тип отбранителен гард не може да бъде положен“ (Тукидид 4.55.I)" . Възникнали по време на и вследствие на Просвещението и повлияни от идеологии като национализма, либерализма и т.н. са различни типове въстания и герила сражения.
Терминът „герила“ започва да се използва широко в литературата в резултат на Полуостровната война (1808 – 1814), когато испанският народ се надига срещу войските на Наполеон Бонапарт в подкрепа на испанската армия и извоюва победа над френските нашественици. Масовата съпротива на хората на Испания предшества тоталните войни на 20 век, и в същото време вдъхновява паралелната борба на руснаци, австрийци и прусаци. Когато е заплашен с война от французите, Цар Александър I казва на френския посланик „Ако император Наполеон реши да воюва, възможно е, дори е вероятно, да бъдем победени... Но... испанците често са побеждавани, но не са победени, нито са се предали“.
Забележителен пример за водене на такъв тип война са индийските Маратхи през 17 век (основали Маратхската империя), които атакуват заобикалящите ги мюсюлмански държави на Биджапър династията и Кютюб Шахи империята, които са били с огромно числено надмощие и големи армии, индийският военачалник Чатрапати Шиваджи Радже Бхонсле последователно атакува и печели множество битки, дори с незначителен брой бойци, като по-късно същият принцип е използван за поваляне на Моголската империя.
Голям принос към развитието на съвременната партизанска война имат Мао Дзедун, Фидел Кастро, Че Гевара и Хо Ши Мин.
Партизанското и съпротивителните движения изживяват своя връх по време на Втората световна война и Студената война. Ярки примери за успешна партизанска война са съветските партизани, защитаващи СССР при настъплението на нацисткия Вермахт в СССР и партизанските отряди, създадени по време на Първата световна война в Египет от британския офицер, станал известен като Лоурънс Арабски. Друг добър пример за водене на партизанска война дават Виет Конг, които смело се съпротивляват на Американската армия по време на Виетнамската война.

## Стратегия, тактика и организация
Бойците от този тип боеве използват засадата и подвижността си, за да атакуват уязвими цели на вражеска територия.
В комунистическите тип партизански тактики, тъй като партизанските отряди са значително по-малобройни от противника, те не нападат основните сили на врага, а извършват саботажи, атентати и диверсии срещу стратегическите му обекти, целящи да унищожат провизии и запаси, да нарушат комуникациите, да го извадят от строя или да го направят небоеспособен.